# 木寺元
木寺 元（きでら はじめ、1979年 - ）は日本の政治学者、明治大学政治経済学部政治学科教授。専門は政治学。指導教授は内山融。

## 略歴
東京都生まれ。東京学芸大学附属高等学校卒。2002年 東京大学教養学部総合社会科学科相関社会科学分野卒。2006年東京大学大学院総合文化研究科 国際社会科学専攻博士課程退学。2011年、東京大学から『現代日本の地方制度改革』で博士（学術）を授与される。
日本学術振興会特別研究員（2005年-2006年）、2006年北海学園大学法学部准教授を経て、2014年4月より現職。2024年よりカリフォルニア大学バークレー校客員研究員。
2013年『地方分権改革の政治学』（有斐閣）で日本公共政策学会学会賞を受賞。
担当ゼミでは、地域に対するコンペティションを通した政策提言や、地域に入りこんで課題を発見し解決につなげていくプロジェクトの実施など実践的な取り組みを行なっている。

## 著書

### 単著
- 『地方分権改革の政治学』(2012年、有斐閣)

### 編著
- 『政治学入門』(初版　2016年、第二版　2020年、第三版　2023年、弘文堂）

### 共著
- （高峰修編）『夢と欲望のオリンピック—その多様な姿』（成文堂、2021年）
- （竹中治堅編）『二つの政権交代：政策は変わったのか』（勁草書房、2017年）
- （吉田徹編）『野党とは何か：組織改革と政権交代の比較政治』（ミネルヴァ書房、2015年）

## 出演番組
- 『都議会中継』レギュラー、『news TOKYO FLAG』、『TOKYO MXnews FLAG』、『統一地方選挙 開票特番 「選挙FLAG 地域のカダイ」』（TOKYO MX）
- 『news zero』（日本テレビ）
- 『東京都知事選挙開票特別番組』、『荻上チキ Session-22』、『伊集院光とらじおと』（TBSラジオ）
- 『選挙ステーション北海道』、『イチオシ！』（北海道テレビ）

## 公職
北海道明るい選挙推進協議会委員（副会長：2012-2014）、札幌市指定管理者選定委員（委員長：2013-2014）、自治総合センター 21世紀地方自治制度研究会（委員：2019-2021）、墨田区シティプロモーション有識者座談会委員（座長：2019-)、所沢市自治基本条例推進委員（委員長：2020-2024）
日本選挙学会理事、日本公共政策学会理事、日本政治学会幹事